# LOVELESS (高河ゆんの漫画)
『LOVELESS』（ラブレス）は、高河ゆんによる日本の漫画、およびそれを原作としたアニメ。

## 概要
『コミックZERO-SUM』（一迅社）にて連載中。第1話から第3話まで『月刊Gファンタジー』（スクウェア・エニックス）に掲載。単行本は2016年10月時点で第12巻まで発売中。
2005年にテレビアニメ化。2005年4月から同年6月までテレビ朝日で毎週水曜日26時40分 - 27時10分に放送された。全12話。他に朝日放送、メ〜テレ、AT-X。また、DVDBOXの発売のプロモーションも兼ねてキッズステーションでも放送。
また、一迅社文庫アイリスよりノベル化もされた。

## あらすじ
小学6年生の少年、青柳立夏は2年前、記憶喪失となり以後2年間分の記憶しか持っていない。2年前とは別人格のようになった立夏には、唯一の理解者となった兄の清明がいた。だが清明は何者かに殺害されたとされ、立夏の側から姿を消した。その事件を契機に転校した日、立夏のとなりに来た「戦闘機」我妻草灯と出会う。清明を殺したと言う組織「ななつの月」の正体と、清明の死の真相を確かめるべく、立夏は草灯の「サクリファイス」となり、共に「スペルバトル」（言語による闘争）を駆使して真実に迫ってゆく。
時系列経過
- 2年前：青柳立夏の記憶が失われる。
- 青柳清明殺害事件
- 11月17日：立夏、夜野城南小学校に転校。下校時、我妻草灯と出会う。
- 同日：「LOVELESS」自動（オート）vs「BREATHLESS」スペルバトル
- 11月20日：「LOVELESS」自動vs「BREATHLESS」再戦
- 11月24日：立夏の父兄参観日
- 数日後：「LOVELESS」自動vs「SLEEPLESS」
- 数日後：草灯vs「0（ゼロ）」瑶二&奈津生
- 同日：瑶二&奈津生、草灯の部屋に住みつく。
- 11月29日：立夏、「ウィズダム・リザレクション」にて「ななつの月」の一員「7」と初コンタクト。
- 同日：草灯vs「0」倭&江夜
- 同日：「0」瑶二&奈津生vs「0」倭&江夜
- 11月30日：「LOVELESS」vs「0」倭&江夜
- 数日後：立夏、「ウィズダム・リザレクション」にて「7」、律、渚とコンタクト。
- 同日：赤目二世、スペルで青柳美咲を騙し、立夏を殺さなければ清明は帰って来ないと暗示をかける。
- 同日：「LOVELESS」vs「FEARLESS」
- 同日：立夏、錯乱した美咲に自宅に監禁される。
- 同日：草灯、二世と初めて会う。
- 翌日：瑶二&奈津生、渚の命令で七声学園へ帰る。
- 同日：立夏、草灯、海堂キオ、七声学園を訪れる。
- 同日：清明、二世、「BLOODLESS」、七声学園へ侵入。
- 同日：「BREATHLESS」vs二世
- 同日：「LOVELESS」vs二世
- 同日：立夏、清明と再会。
- 翌日：清明と「BLOODLESS」、蝶間とキオを誘拐し、逃走。
- 同日：「LOVELESS」vs「BLOODLESS」
- 同日：キオと二世との人質交換。
- 翌日：キオ、実家を訪れ、久しぶりに娘と母に会う。
- 同日：立夏、3日ぶりに登校。
- 同日：瑶二&奈津生、立夏を心配し、草灯の部屋に戻る。
- 翌日：瑶二&奈津生、夜野城南小学校の立夏のクラスに転校して来る。
- 数日後：立夏、草灯、瑶二&奈津生、「MOONLESS」と出会う。
- 同日：御門みかどが清明から受けた所業を話す。その理由により「MOONLESS」は清明を倒したがっている。
- 数日後：二世、「FACELESS」から立夏の記憶が戻る兆候が無いことを確認する。
- 同日：藤原時野、「FACELESS」に「BELOVED」の捜索を依頼。
- 数日後：草灯、立夏を我妻家の墓に案内する。
- 同日：清明、草灯を迎えに来る。立夏が引き止めるのも無視し、草灯は清明の元へ戻る。
- 翌日：月のない雨の日、「MOONLESS」、二世を見つけ出しスペルバトルを挑む。
- 同日：清明、二世のいる「MOONLESS」の戦闘領域へ草灯を伴って現れ、スペルバトルを開始しようとする。

## 世界観
- 舞台は現代日本で、科学水準や文化に特に現実との差異は見られない。
- 誕生するすべての人類に猫耳と尻尾が付いている。性交渉で両方を失うため、所謂「ミミ付き」は処女や童貞の証。経験の浅さや非行の度合いを測るパラメータとしての認識が浸透している。猫耳と尻尾の色は個々人の頭髪の色と同色。本物の猫のように感情や体の状態に連動して動く他、様々な形状や大きさのものが見られる。

## 登場人物

### メインキャラクター
青柳立夏（あおやぎ りつか）
声 - 皆川純子
男。小学6年生。11歳。ミミ付き。12月21日生まれ。血液型B型。身長147cm。体重31kg。
本作の主人公。背が低く女の子のような顔で、真っ黒い髪の毛をしている。名前は二十四節気の「立夏」から母親が命名した。
兄の清明が殺害された事件を切っ掛けに引っ越し、夜野城南小学校に転校した。
ある日突然公園で草灯と出会ったことがきっかけとなり、スペルバトルの世界に巻き込まれていく。
性格はクールで強い意志を持ち、ニーチェなどを嗜むなど大人びたところもあるが、計算の無い純真な人には好意を抱き懐くなど、純粋な少年らしさも見られる。何故か他人から「好き」と言われると不快感を持ってしまう。また、黒い物に嫌悪を感じる。暴力や心を傷つける行為は絶対に許さず、したがらない傾向がある。この性格は生来のものでなく2年前からであり、10歳の頃何らかのショックで「人格交代」か、または「記憶を無くし性格が変わった」かの、どちらかと診断されている。それまで性格は勉強嫌いの代わりに明るい人気者だった。10歳以降性格は暗く人嫌いになり、転校前の学校ではオサムという少女だけが友達だった。
その性格が受け入れられない母親から凄惨な虐待を受けていたが、兄の清明がいつも彼を保護し、ほとんど一緒に過ごしていたので不安は無かった。だが、清明がいなくなってからは、自分が「10歳までの立夏」の仮物であり、「10歳までの立夏」の人格が戻って来る時、今の自分は消えてしまい、誰からも忘れ去られる、という虚無感の中で生きるようになる。今の自分を忘れられることへの怖れから、「思い出作り」と称し、他人との記念写真の撮影を強迫症的に行っていた。しかし草灯やユイコたちとの交流が深まってゆき、今一緒にいる人たちから与えられるものだけで満ち足りるようになった。ユイコとは両思い。彼に記憶の無いことは、家族と「大森クリニック」の医師たち、赤目二世、「FACELESS」しか知らない。
「本当の名前」は「LOVELESS」でサクリファイスの役目にある。しかし立夏くらいの年頃になると「本当の名前」である「LOVELESS」の文字が体に表れるはずだが、彼には表れておらず、対となる「LOVELESS」の名を持つ戦闘機とすでに出会っている可能性が高いが、これも彼には身に覚えが無い。しかし何故「ななつの月」関係者が皆、彼の「本当の名前」を「LOVELESS」だと知っているのかは不明である。
草灯と出会ってからは現れる刺客との闘いの中で、兄の死の真相を知ろうと、「ななつの月」「七声学園」という組織に関わることになる。
草灯に対しては初対面から魅かれていた。しかし亡き清明の情報に関して口をつぐむことへの不信感や、自らを大事にせずに主人と従者の関係を望む態度、何より草灯が清明の命令により立夏を好きになったということで、彼への想いに激しい葛藤を抱く。その後数々のバトルを体験する中で、草灯の望む「主人と奉仕者」としての関係ではなく、対等の立場で人間関係を築きたいとぶつけている。そして「ななつの月」に会いに七声学園へ行った時、二世とのスペルバトルが行われる最中、彼は草灯をこの世で唯一の「LOVELESS」の戦闘機だと宣言したが、清明に草灯を奪われたことにより自らの無力感を感じ、一度は捨て鉢になるも、周りの人の励ましにより、兄の正体に辿りつこうと懸命にあがき始めた。
しかし瑶二や奈津生、御門から得た情報は「優しかった兄」を怪物と確信するに足る内容だったこと、ふと思い返せば日常でその傾向があったことに気づき、恐怖を覚えている。

我妻草灯（あがつま そうび）
声 - 小西克幸
男。大学生。20歳。ミミ無し。9月28日生まれ。血液型A型。身長192cm、体重86kg。
得意な事：料理。日本画。ケガの応急処置。
本作のもう一人の主人公。
ある日立夏の前に突然現れ、キスをして謎の好意を示した青年。
いろいろと付きまとうが自らの過去については口を閉ざすなど、謎めいている。半面立夏以外の人に関しては非常にクールだが、本音をぶつけてくる善人たちとはなんだかんだでうまく付き合っている。
正体は「空白の戦闘機」であり、清明の「本当の名前」である「BELOVED」の文字を首元に傷跡として書かれている。それを隠すために首に包帯を巻くか、首が隠れる服装を着ている。戦闘機として、とても大きく、強く、理想的な性格をしている。清明とペアだった頃は勇名を馳せていた。
清明亡きあと、彼の遺言と嘯き立夏に会いに来るものの、初対面から義務感でなく、本当の好意を持つ。
愛する物＝サクリファイスからの支配で自己の存在意味を確立させようとする悪癖があり、束縛されるために携帯電話を渡し、所有物である証として自分の耳にピアスホールを開けさせるなどした他、学業中・就寝中以外はいつも立夏の側にいようとするなどの行動があった。しかし立夏の心からの訴えにより、徐々に変わりつつある。
立夏とペアを組んでからのスペルバトルでは、「本当の名前」が違うので、半分の戦闘能力しか発揮出来ず、さらには「BELOVED」の名前に背くため、首元の傷跡が開き相当な苦痛の中で戦っている。
6歳の時に両親が死亡。その後彼の容貌に母親の面影を見出した律に引き取られ、七声学園で育った。当初は弱弱しく泣いてばかりの少年だったが、七声学園の校長である律に戦闘機としての素質を見込まれ、特別に目を掛けられ教育を施されたことから、つっけんどんながら最強の戦闘機としての下地ができあがる。その時律から「サクリファイスに服従し、サクリファイスを守って戦い、どんな時でも勝て」と教え込まれている。
律とはミミを落とされた仲であり、彼自身は「空白の戦闘機」である自分に、律が「本当の名前」を書くことで律の戦闘機となるのだと思いつつ、訓練を受けていたのだが、その決意が固められなかった律に強引に清明と組まされたことで彼との日々がすべてトラウマとなり、忘れたいと思い続けている。実際「思い出したくも他人に話したくも無い経験をさせられた人物」として、七声学園を卒業した後、立夏とともに七声学園を訪ねるまでは会うことは無かった。
17歳の時、当時14歳の清明の戦闘機となり、「BELOVED」の文字を首元に生涯消えない傷として書かれた。その後人の情を持たない清明によって、サクリファイスの命令を実行するためにのみ存在するよう、体罰をもって躾けられ、後に二世が指示されたような凶行にも手を染めることとなってしまう。その苦痛から逃れるためにさらに精神を鈍磨させた悪循環により、現在の性格になった。
清明の偽装死亡の後は、七声学園での再会まで接触は断たれていた。再会から数日後、清明が彼を迎えに現れ、立夏の引き止めを無視し、清明の元に戻る。自分が立夏を捨て清明を選ぶことで、どれほど立夏が悲しむか分かっており、立夏の気持ちを慮って自分自身もつらくなる選択だったが、そうせざるを得ないように育っていた。
根は繊細で優しく愛情深い性格だったのだが、幼い頃に家族と死に別れ、その後最も深い関係を結んだのが別ベクトルに歪んだ人物である律と清明だったため、まともな自我を形成することなく現在に至っている。そもそも戦闘機としてしか重視されていなかったためろくな情操教育がされていなかったのと、度重なる暴力行為により、他人との関係は支配する側・される側という思い込みがあり、また何度も物のように譲渡された結果、寄る辺となる人間が居ないとアイデンティティーが維持出来なくなってしまっている。その癖善悪の判断がつくがゆえに、自らの非人道的な行いへの内罰を感じざるを得ず、追い詰められ精神の消耗が激しい。
ゆえに自然と湧いた立夏への愛情や、ユイコたちやキオ、瞳への友愛は大切にしている。また「清明の本当の戦闘機」である二世と初めて会った時には嫉妬心を覚えている。
現在は清明の元、二世と共に使用されている。

我妻蝶子（あがつま ちょうこ）
草灯の母親。草灯が6歳の時亡くなった。草灯とそっくりな顔。
明るくさばけた性格の人物であり、七声学園に就任する前から我妻とは婚約していた。そのため律からの度々の告白を丁重に断っていた。
律の諦めきれない彼女への想いこそが、後につながる悲劇の切っ掛けの一つとなる。
青柳清明（あおやぎ せいめい）
声 - 成田剣
男。17歳。ミミ付き。11月14日生まれ。
立夏の兄。立夏と同じ真っ黒い髪をしている。名前は二十四節気の「清明」から母親が命名した。「本当の名前」は「BELOVED」でサクリファイスの役目にある。「BELOVED」の文字は手の中指から甲に沿って表れる。
立夏曰く、優しく聡明で素晴らしい人物であったとのこと。
「ななつの月」の一員であったが、何らかの罪を犯し、他のメンバーの満場一致で処刑判決が下った。処刑が実行される直前、彼と思われる生きながらに燃やされた焼死体が、立夏の転校前の学校での立夏の席で発見された。立夏に「ななつの月に殺される」と遺言を残していたが、のちに最悪の真相が明らかになる。
その本性は生まれついてのサイコパス。実の家族すら欺くほど、周囲には行儀良く、優しく「愛される」キャラクターを演じているが、本心では実弟の立夏以外は人間扱いはしていない。
立夏に関しては兄弟愛を超える執着を示し、人格交代が起きて窮地に立たされる彼を愛情深く見守り、母の虐待から度々かばってやっていた。しかし裏では立夏が大事に育てていたメダカを殺したり、友人関係を断つなど悪意に満ちた行動を繰り返した。その上で味方は自分だけと印象付けた結果、立夏は彼の歪んだ性格に気づくことができなかった。
実の母親ですら立夏を産むためだけに存在した道具程度にしか認識しておらず、家族の情はない。部屋は無機質的で、誰かに「まともさ」を見せつけるように並べた文学全集や一つだけ不自然に置かれたゲームがうすら寒い雰囲気を出している。
真の冷淡さはなかなか見ぬけるものではなく、中途半端に彼を見知った人物は度を超した潔癖症だと思っている。この性質のため他人に友愛・性的興味を抱くことはなく、スペックの高さにも拘わらずミミ付きなのだと思われるが、数々のホラーやオカルト物の作品を見て他人に対する拷問がいかに効果的かは知っているため律に捨てられたと思って不安定だった草灯を奴隷扱いし、頻繁に体罰を与えて疲弊させたり、自らに心酔する二世に御門に暴行を加えさせ、鑑賞するなどして、他者を徹底的に貶めて支配しようとする。
特に被害にあったのは律から強引に奪った草灯であり、彼の首元に「BELOVED」を消えない傷として切り刻み、精神も肉体も隷属するよう仕向けている。自分の死を偽装した後は、草灯との接触を断ち、本来の「BELOVED」の戦闘機である二世と連携し、行動をともにしているが、彼に関しても一切の情はなく、草灯への嫉妬心を煽ることで上手に操作している。
「ななつの月」へ反撃するための手段として「BLOODLESS」と手を組み、「7」のマシンからデータを盗ませ「ななつの月」のメンバーの蝶間を誘拐した。現在はチヤ子の家に匿われているが、本性を出しているかは不明。
羽渡唯子（はわたり ゆいこ）
声 - 植田佳奈
女。小学6年生。ミミ付き。身長167cm、体重46kg、胸囲95cm。巨乳。
立夏のクラスメイト。立夏が転校して最初にできた友達。通称「ユイコ」。
発育が良く、よく高校生に間違われる。体は大きいが、内気で子供っぽい性格をしている。社会性は未発達だが、繊細で他人の気持ちの機微を感じ取る、優しい心の持ち主。苺が好物。動体視力がかなり高い。幼児が大好き。
転校初日の立夏を初めて見た時から「格好良い」と好きになり仲良くなりたがって、どんどん親密になってゆく。「自分より背が低い異性とは交際出来ない」というポリシーがあり、弥生からの告白を断った過去があるが、立夏は別格である。学校では交際中のようにいつも一緒にいる。
気が弱く泣き虫で、クラスメイトから度々いじめられる。そんな時、立夏に励まされたことで、彼のためになら何でもしたいと思うようになる。
また立夏自身も彼女の思いやりのある一途な友情を大事に思い、今の自分の人格が無くなっても、彼女は憶えているかもしれないと虚無的な思考から解放され、お互いに良い影響を与えており、意識し合う仲になっている。
海堂貴緒（かいどう きお）
声 - 武内健
通称「キオ」。男。大学生。20歳。ミミ無し。
得意な事：日本画。
草灯の唯一の友人で、同じ大学の学生。
陽気でフレンドリーな人情家。子どもや怪我をした人、とくに自傷行為に走っている人を見逃せない性質。
チュッパチャプスが好物で、いつも舐めている。両耳に7個ずつ計14個のピアスを付け、右手の薬指に星形の刺青を入れ、背中には「自分への誓い」として入れた大きな刺青がある。スペルバトルに関する事柄は全く知らず、何らかのトラブルに巻き込まれていることは勘付いている様子。
大学入学初期、草灯の描く絵を好きになり、しばしば話しかけていた。しかし絵よりも、草灯がいつも首に包帯を巻いていることや、頻繁にケガをしていることが気掛かりになり、草灯に迷惑がられても付きまとった。ある時、草灯がキオの背中の刺青に関心を持ったのが切っ掛けで信頼を得る。
清明によって草灯が身動きが取れないほどの重傷を負った時には、キオが彼を連れ帰っていた。草灯を奴隷扱いし、心身ともに傷つけた清明を「死んで嬉しかった」と発言するほどに憎んでいるが、その弟の立夏に対しては暖かく見守っている。また一時期瑶二・奈津生ペアが居候した時も何かと面倒を見るなど、気のいい人物。
「ななつの月」に会うために七声学園へ向かう立夏と草灯に無理矢理同行し七声学園まで行ったが、部外者として門前払いを受けた。入り口で二人を待っていたところ、七声学園へ侵入する二世と鉢合わせになり、自身もろとも入り口を吹き飛ばされて気絶。七声学園での用事を済ませた清明と「BLOODLESS」に誘拐され座敷牢に監禁された。その後二世との人質交換として、立夏と草灯に助けられるが、解放される直前「蝶間キオ」と名乗り、双児の妹だと自称する、瓜二つの女性と出くわす。
実は裕福な名家の出身であり、母親からは息子と認識されていない、「知らないうちに作られていた自分の娘」がいるなどと、複雑な事情が背景にある。釈放後は「双児の妹」の審議を確かめるべく疎遠にしていた実家へ赴く。娘であり、海堂家の当主である志貴子にことの真相を確かめるものの、すげなく否定されてしまった。
蝶間キオ（ちょうま キオ）
キオの双児の妹と自称する女性。ミミ無し。ひと時だけキオと対面した。
海堂志貴子（かいどう しきこ）
キオの娘。海堂家の当主。7歳。ミミ無し。女しか居住することの許されない海堂家にて、産まれた瞬間から当主となった。
キオが13歳の頃に、キオの与り知らぬ状況で出生した。
父のキオに「志貴子さん」と呼ばせ、他人行儀な態度をとるが、それは「男は弱く、女達が守らなければならない」という海堂家の常識と、キオが男の中でも特に繊細な人物と慮って大事にしている結果であり、本心ではキオを慕っている。
海堂家の全てを取り仕切り海堂家について知らないことは無い。
海堂志絵子（かいどう しえこ）
キオの母親。精神を病んでおり、キオが息子だとも判らなくなったまま海堂家の一室に閉じこもっている。志貴子の許可が下りないと面会出来ない。
目瑶二（さがん ようじ）
声 - 吉野裕行
「0」のサクリファイス
男。小学6年生。ミミ付き。奈津生とペアを組んでいる。ロングストレートヘアとツリ目が特徴的。
「0」の文字は人工的に生み出された存在なので体のどこにも表れていない。奈津生よりも子供っぽく、すぐに挑発に乗りいじけたりするなど単純。奈津生とは同じベッドで寝たり、一緒に風呂に入ったりと、常に行動を共にしている。彼と奈津生のペアは「チビゼロ」と呼ばれている。
痛みを知らないが故他者の痛みにも鈍感で、襲撃に失敗した他のペアを暴行したり、犬を殺害しても罪悪感を覚えない。悪意や性欲も隠さないために周囲に敵を作りやすいが、逆に気に行った相手には人懐っこくぐいぐい行く。立夏とは奈津生共々悪友のようになっており、忌憚ない物言いから清明の実情を暴く手伝いをしたこともある。
渚からは「妹に似ている」として愛されているが、苗字や容姿の関連性からして血縁関係を思わせる。彼自身、悪態をつくことがあっても渚に愛着を抱いている。
目奈津生（さがん なつお）
声 - 斎賀みつき
「0」の戦闘機
男。小学6年生。ミミ付き。
瑶二とペアを組んでいる。癖っ毛で、常に右目に眼帯をしているが、これは幼少期誤って自分でえぐってしまったため。
性格は瑶二より若干落ち着いているが、やはり無邪気な残酷さを隠さない。基本的には瑶二の抑え役だが、草灯の挑発に乗ったり同じゲームを何度もプレイするなど、歳相応な面もある。また彼を気遣って渚への連絡を隠す等、大人びた風情も見せる。
渚からは瑶二と違い蛇蝎のごとく嫌われているが、苗字や容姿の関連性からして血縁関係を思わせる。瑶二ほど好意のみを伝えるわけでないが、彼もまた渚のことを慕っている。
赤目二世（あかめ ニセイ）
「BELOVED」の戦闘機
男。高校生。ミミ無し。9月18日生まれ。
本来の清明の戦闘機である。「FEARLESS」の三室と同じ学校の後輩で唯一普通に仲の良い相手。アシンメトリーな髪型の美しい少年。
二世の存在は草灯にも知らされておらず、清明が自らの死を偽装して以降、連携して行動し始めた。戦闘機としては破格の強さであり、草灯と同程度。連続で戦っても余裕を崩さない。身を隠している清明の命令で、立夏の家や草灯の部屋を盗聴・監視する他「FACELESS」の重森初子に依頼し、立夏の治療データを盗ませ、記憶が戻る兆候があるかどうかを定期的に調べさせるなど、手足となって動いている。
清明と違って悪性を隠さない。他人を嘲り、挑発することを好み「青柳美咲に立夏を絞め殺させたら面白い」「キオを殺して草灯が悲しむと楽しい」などと発想する危険人物。実際に清明と共に御門を拉致し、坊主頭にして暴行する・青柳美咲にスペルで自分を清明だと思い込ませ「立夏を殺さないと清明が帰って来られない」と伝え、精神状態を悪化させて楽しむなどしている。他者の善意的な感情を気持ち悪く感じ、真っ当な人間性を持つ者を悲嘆させようとする。
清明が「ななつの月」本部へ侵入しようとした際に、周囲の目を引きつけておくために七声学園内で「BREATHLESS」、「LOVELESS」とスペルバトルを開始したが、最終的には捕獲された。そして清明たちが誘拐したキオとの人質交換要員となった。
幼少から軽い物を自在に動かす能力をもっており、従姉に気味悪がられたのがきっかけでその力を隠していた。その後優等生として振る舞っていたが、両親の不仲も手伝い閉塞感に鬱々としていた。そんな時外部模試の試験会場で清明と出会って、一目で魅かれてしまう。以後彼の予言通り両親が離婚・学校が焼失したことで縋るものもなくなった彼は、清明に巧みに精神を侵され、調教されていった経緯があるために清明とは主人と奴隷の関係が成立しており、常に見捨てられる不安が付きまとう。そのため飄々と見せかけても最初の戦闘機である草灯に対してだけは醜い嫉妬心を隠せず、「FACELESS」の初子からも指摘されている。

### ななつの月メンバー
蝶間（ちょうま）
自身では動けず車椅子を使用していた。清明たちによる七声学園への強襲時、連れ去られた。
南律（みなみ りつ）
声 - 子安武人
男。ミミ無し。
七声学園の校長で、草灯の元保護者。草灯に戦闘機としての教育を行った人物。草灯の戦闘機としての素質を見いだし、およそ十年間かけて厳しく育てあげ、「草灯に敗北は無い。」と言い切る。愛している者にほど、相手を傷付ける言動でしか自己表現出来ない破綻した性格をしている。
サクリファイスの役目を担っているが、ペアの戦闘機は既に死亡しており、現在は引退。蝶の昆虫標本作りが趣味。
草灯に執着しており、通常、仕事や研究を中断させる者は無視するが、草灯からの連絡には、いかなる場合にでも応対する。
草灯の母親である蝶子を愛し、彼女の結婚後も未練を持ち続けていた。そのため草灯の両親が事故で死亡した時、代用品とせんがため、母親そっくりの顔をした彼を引き取る。悪態をつきながら育てたものの、いつしか草灯自身を母親の代用品としてではなく愛するようになり、14歳の時にミミまで落としたが、「空白の戦闘機」である草灯のサクリファイスになるほどの勇気を持てずにいた。その後戦闘機を強く必要としていた清明に強引に渡してしまうが、後になって清明の本性を知り、彼が草灯の人間性を破壊するほどの残酷な扱いをしたと知って憎んでいる。
清明が七声学園に侵入し、「ななつの月」本部へ向かっていたところを止めようとして争いになり、清明のナイフで両目を傷付けられ重傷を負った。その時、律に恋愛感情を密かに持っていた渚が、我を忘れるほど取り乱したが、至って冷静な態度を取り続け、落ち着かせた。現在は両目に包帯を巻き、目が見えない状態で、病室で渚の看病を受けている。
七声学園出身。実は清明・立夏の両親や渚やその妹・早苗とは同級生。特に早苗とは同じ名前同士ということで執着されていたが、蝶子に一目ぼれしていたことと、その打算的な性格に嫌気が差していたことで辛く当たっていた。
御門みかど（ごもん みかど）
「MOONLESS」のサクリファイス
女。14歳。ミミ無し。身長143cm。
雨女。月の見えない時（雨天、昼間など）スペルバトルを行う場合、最強と目される。
「7」が「4番」と仮称していた人物。実年齢より幼く見える見た目。格式ばった敬語で話す。家の事情で、自分の感情・他人の感情・痛覚に動じないよう特殊な訓練を積んでいる。かつては清明も自分と同じように感情の無い人間だと誤解し「同志」として「ななつの月」の中で一番親かった。
感情を理解し得ないため、他人と接する時「理由」を必要とする。どんな凄惨な出来事であったとしても「理由」があれば理解でき、他人と繋がることが出来るからだとして、このことを信条に置いている。
清明が「ななつの月」から姿を眩ませた後、清明と二世に捕らえられ、二世に長かった髪を坊主頭に切り刻まれ暴行された。その際清明に理由を尋ねても「ない」と答えられ、二重に裏切られた結果となり、彼らを憎んでいる。
二世に髪を切られた後は、元の髪型と同じように見えるカツラを被っている。
藤原時野（ふじわら ときの）
「MOONLESS」の戦闘機
男。十代後半くらいの年齢。ミミ無し。
体が弱く体力が無いので疲れやすく、よく眠る。人懐こく穏やかな性格。
御門を熱愛しており、普段は色々と尽くしている。スペルバトルの時には全ての力を攻撃に使う。その代わり防御力は無くなる。先制すれば必ず勝つが、反撃を受けると必ず負ける。
清明が御門に行った仕打ちを絶対に許さず、清明に殺意を抱いている。
「FACELESS」の重森姉弟に「BELOVED」の捜索を依頼し、二世を見つけ出した。
目渚（さがん ナギサ）
声 - 小林沙苗
女。30歳過ぎ。ミミ無し。貧乳。
独自プログラムで人工的に痛覚の無いサクリファイスと戦闘機、ゼロシリーズを生み出した。七声学園敷地内に研究室を持っている。
言動も趣味も子供っぽく、ツインテールでロリータ・ファッションの格好をしている。感情の起伏が激しく頻繁にヒステリーを起こし大声を上げる。亡くなった妹がおり、姉妹愛と言われるほど愛していた。
理由は不明だが戦闘機を溺愛し、サクリファイスを嫌う。特にゼロシリーズの江夜を特に可愛がっていた。「妹に似ている」という理由で瑶二のこともお気に入り。律のことが好きで、律の関心を独り占めしている草灯を嫌っている。律の気を引きたいがために、「ななつの月」の目的とは無関係にゼロシリーズたちを草灯とのスペルバトルに挑ませた。
瑶二と奈津生に、「スペルバトルで敗北したら要らない」と前もって言い聞かせ、草灯に敗北した後、渚の研究室に帰って来させず、そのまま連絡を取らずにいたり、サクリファイスと戦闘機との絆を軽視し、ペアの入れ替えを軽々しく行おうとしているなど、自己中心的で薄情な性格である。
律に張り合ってゼロシリーズは七声学園に入学させていなかったが、倭と江夜に決別され、独自研究に限界を感じたため、瑶二と奈津生を七声学園へ入学させようと画策していた。律が清明に重傷を負わされ、取り乱した時から彼に対してやや素直になり、現在は怪我の養生中の律の看病をしている。
七声学園の出身で、律や立夏の母とは同級生だった。ただし盲目的なまでに妹の早苗を愛し、傍目からは奴隷と見なされていた。早苗の死の原因を律の度重なる拒絶による自殺と断じて憎んでおり、当初は妹の代わりに辛く当たっていたはずが、段々と意識するようになった模様。
目早苗
渚の妹。大人しく控えめな性格を演じているが、実際は姉を上手くコントロールして自らの召使にするための演技にすぎない。
律とはペアの関係にあったが、その性格と、律自身が蝶子に惚れぬいていたことが原因で鬱陶しがられていた。
結婚する蝶子にまだ恋焦がれている律の気を引くために、蝶子の婚約指輪を盗み池に捨て、彼女の失態を笑おうとするものの、それで完全に愛想をつかされて捨てられる。その後開き直って指輪を泥中深く埋めようとしするが、誤って深みに入りそのまま溺死するという自業自得の末路を辿った。
功刀（くぬぎ）
名字のみ明かされている。詳細は不明。
早乙女七（さおとめ なな）
（アニメでは“女神”）声 - 久川綾
通称「7」。女。ミミ無し。貧乳。
オンラインゲーム「ウィズダム・リザレクション」内にある、「LOVELESS」の名前を使ったプレイヤーにしか入れないフロアで、立夏のコンタクトを待っていた女性。現実では貧乳だが、ゲームでは巨乳のアバターを使用している。
ゲーム内のチャットで「ななつの月」での任務である、立夏との最初の接触を遂行した。2度目に立夏とコンタクトした時、清明と最も近かった人物である「4番」を立夏と会わせる条件で、立夏の知る清明の情報を聞き出した。そして「ななつの月」が立夏に、七声学園の生徒を使ってスペルバトルで戦わせた理由を、清明の死が偽装である可能性が高く、清明が姿を現すかもしれなかったからだ、と明かした。
七声学園内に自室を持っており、「ななつの月」では情報収集を任務とし、自室に盗撮した立夏の写真や、立夏について収集した多種多様な情報を持っている。また、アキバ系のおたくであり、「7」の部屋には多数のパソコンとモニターや、多種類のゲーム機があり、キャラクターフィギュアがあちこちに飾られている。自室では下着姿で過ごし、昼夜逆転生活で引きこもりのような生活をしている。
七声学園敷地内のセキュリティを担当し、清明に「ななつの月」本部へ侵入されそうになった時、侵入路を封鎖し、清明を隔離し確保するプランを開始させた。しかし、清明の行動は陽動であり、その間に「BLOODLESS」の百合男によって、マシンからデータを盗まれてしまった。

### サブキャラクター
東雲瞳（しののめ ひとみ）
声 - 能登麻美子
女。23歳。ミミ付き。巨乳で、眼鏡をかけている。
立夏とユイコの担任教師（アニメでは弥生も含む）。恋愛に奥手で、未だにミミとシッポが付いている。
気弱な性格の新米教師。まだまだ指導力不足でイジメの現場を上手く制せなかったり、ショックで涙することもしばしばだが、誰よりも児童を想っている。むしろひとしきり泣いて考え抜いた挙句、大胆な行動に出る傾向があり、他の同僚が敬遠する立夏の家庭環境を改善しようと、家庭訪問しようとしたり、搖二と奈津生のように性的な揶揄で拒絶する生徒にも何度も挑んだりしている。
成り行きで助けてくれた草灯に異性として好意を持っているが、彼に「年上、ダメなんですよ」などと冷たくあしらわれ泣いたこともある。
両親と弟がいる。身内や友人の前ではそれなりにくだけた様子で話すが、その度に恋人がいないことをからかわれている。
青柳美咲（あおやぎ みさき）
声 - 山崎和佳奈
立夏と清明の母親。黒髪の大人しそうな女性だが、激高すると手が付けられなくなる。
人格交代前の明るく社交的な立夏に異常なまでに執着している。そのため身体的・精神的暴力を用いて、食べ物の好き嫌いや、朝の起床のやり方などを現在の彼に押しつけている。心中では虐待が止められない自分に嫌気が差しており、ひとしきり暴力をふるった後に後悔するなど、根っからの悪人ではない。しかし精神は元より脆く、他人の好意を無下にしたり、逆に口先だけの嘘に騙されたりしやすい。そのため立夏と自分を仲介してくれていた清明の本性や、その死を信じていなかった。
清明に化けた二世が「立夏がいなくなればいい。」と言ったことを切っ掛けに、何者かに立夏が殺されると思いこむ。恐慌状態に陥ってからは立夏を紐で椅子に縛り付け監視したりと、虐待は徐々に病的になっている。
実は七声学園出身であり、夫の柾は当時の教師。当時のペアは「清明」という少年だったが、なぜ柾と結婚したのかは不明。
青柳柾（あおやぎ まさき）
立夏と清明の父親。美咲の夫。
七声学園の教師で、当時から美咲に対してだけ甘い対応をするために渚から嫌われていた。
死亡した描写はないが、現在何をしているかは不明。
塩入弥生（しおいり やよい）
声 - 福山潤
男。小学6年生。ミミ付き。
立夏とユイコの隣のクラス（アニメでは同じクラス）の少年。
ユイコに好意を寄せており、一度告白するも「自分より背が低い人はダメ」という理由で断られてしまう。しかしその後、転校してきた立夏が自分とほぼ同じ身長であるにもかかわらず、ユイコが立夏に好意を寄せていると気付き、敵視するようになる。最初は立夏とはユイコや身長の件を巡って険悪だったが、自分の家に招待する、一緒に横浜まで遊びに行く等、次第に仲良くなり、良きライバルになっている。
勝子（かつこ）
声 - 篠原恵美
立夏が毎週通っている病院「大森クリニック」で、立夏の担当医をしている女医。ミミ無し。
立夏のことをとても気に入っている。アニメでは嫉妬のあまり、万年筆を素手で潰してしまうこともあった。
新井ミドリ（あらい ミドリ）
声 - 高城元気
「BREATHLESS」のサクリファイス
男。10歳くらい。ミミ付き。
「ななつの月」の命令により、立夏を連れ去ろうとした。
暴走しがちな愛をサポートしており、彼女を大切に思っている。七声学園の生徒である。
名前の意味は「息もできない激しさ」。
明神愛（みょうじん あい）
声 - 小清水亜美
「BREATHLESS」戦闘機
女。10歳くらい。ミミ付き。
力も未熟で発達途中。単純で翻弄されやすい性格。七声学園の生徒である。
純粋に絆を絶対視しているために、二度サクリファイスを持った草灯を毛嫌いしていた。
銀華（ぎんか）
声 - 堀江由衣
「SLEEPLESS」のサクリファイス
十代後半くらいの年齢の女。ミミ付き。
ミドリと愛の代わりに任務を受けた七声学園の生徒。草灯には敗れてしまう。
金華（きんか）
声 - 高橋広樹
「SLEEPLESS」の戦闘機
十代後半くらいの年齢の男。ミミ付き。
とあるメモを立夏に持ってきて勝負を挑むも、草灯には敗北してしまう。その後、原作では瑶二と奈津生に暴行された。
中野倭（なかの やまと）
声 - かかずゆみ
「0」のサクリファイス
女。高校生。ミミ無し。B型。神奈川県足柄郡（強羅）出身。巨乳。桜ケ丘高校に通う女子高生。
江夜とペアを組んでおり、同時に相思相愛の恋人同士でもあるが、街ですれ違っても友人には「中学の同級生」としか紹介していない。
見た目は遊んでいるギャル風だが、江夜に対する気持ちは本物。昔からいつか会えるだろう「同じ名前の人」との出会いを心待ちにしており、江夜が自傷行為に耽っていることを知ると、自らもリストカットすることで「心が痛い」と伝え、いつしか固い絆を結んでいった。
「0」の名前は胸にある。しかしスペルバトルを重ねるごとに徐々に薄れていき、立夏と草灯との戦闘でついに抹消され、「痛みを感じる」普通のサクリファイスになってしまう。その後ペアを解消され、他の人物と強制的に結ばれることを嫌い、江夜と共に渚の元を去った。
その後は二人してラブホテルを転々としていたが、大切な恋人をそんな状況に置くことに嫌気が差し、家に返す。現在は学校を退学し、就職。後輩の0シリーズにいろいろとアドバイスをしている。
坂上江夜（さかがみ こうや）
声 - 釘宮理恵
「0」の戦闘機
女。高校生。ミミ無し。O型。千葉県柏市出身。貧乳。眼鏡をかけている。
倭とペアを組んでおり、恋人でもある。
しっかりとした里親のもとで育てられ、進学校に通っている。倭同様、ミミとシッポはないが、普段は優等生を演じるためか「付ミミ」をしている。真面目な性格であり、軽い発言でも本気に受け取ってしまう。
昔は捨て鉢な性格で、痛みを感じないリストカットを自嘲しながら行っていたが、倭の自らも傷つける説得でショックを受けて止める。
立夏と草灯との戦闘中に名前が消えた倭を守るために、自分を育んだ渚を捨てて倭と逃避行をするも、彼女に負担をかけたくない倭の気持ちで、いったん里親のところへ戻ることになった。
三室（みむろ）
「FEARLESS」のサクリファイス
男。高校生。ミミ付き。
二世とは同じ学校、同じ部活の先輩後輩の仲。命令を聞かないメイには少々手を焼いているが、三室もメイを理解していないところが多い。二世曰く「どこにも属していない」。
蛍火名（ほたるび めい）
「FEARLESS」の戦闘機
女。中学生。ミミ付き。
二世の外見を評価した三室を同性愛者だと誤解している。そのため女性らしい恰好をせず、帽子で髪を隠し、ボーイッシュなファッションをしている。
戦闘機としてはまだ弱く、喋り方もたどたどしく頼りない。自分のことを弱く見ている二世のことを嫌っている。
チヤ子
清明を気に入り、匿っている富豪。初老の婦人。ミミ無し。
中平（なかひら）
チヤ子の家のハウスキーパー。20歳くらいの男。ミミ付き。
真面目な性格で、清明に警戒心を抱いている。
山本英雄（やまもと ひでお）
「BLOODLESS」のサクリファイス
20歳くらいの男。ミミ無し。
本来の戦闘機舞子を排斥し、「空白の戦闘機」と組ませた「ななつの月」を恨んでおり、青柳清明の協力者となっている。
襲撃のその場に居合わせ、代用となった戦闘機の百合男を憎んでいる。
百合男（ゆりお）
「BLOODLESS」の戦闘機
20歳くらいの男。ミミ無し。独特な雰囲気を持つ。
「空白の戦闘機」であり、暴力的手段で山本英雄の二代目の戦闘機となった。名前は左頬に大きく入れられている。
青柳清明たちと七声学園を強襲した時、「7」のマシンから「ななつの月」のデータを盗んだ。
戦闘領域内にいる者たちのトラウマを暴き、心を壊す戦い方を用いる。
英雄を好きと語っているが、本人からは当然憎まれており、普段は茶化しながら拒絶されている。戦闘の際は本来サクリファイスが受けるダメージを全て拒絶され、心身ともに自身だけ疲弊するスタイル。
舞子（まいこ）
「BLOODLESS」の本来の戦闘機。
英雄の初代戦闘機だった女性。英雄の回想では同じ学校に通っていたことと、二世の手で引退を余儀なくされた描写がある。
重森初子（しげもり はつこ）
「FACELESS」のひとつ。
女。20歳くらい。ミミ無し。重森ケイジの姉。巨乳。
「FACELESS」の能力は普段から意識しなくても発動され続ける。意図的に能力の使用をやめることも出来ない。
能力とは主に以下2つで、
- 人の表層の表情ではなく、本心の表情を見抜く。
- 誰からも表情を読まれず、顔や行動や存在を覚えられない。（片割れの「FACELESS」を除く）

弟のケイジと二人暮らしをしている。ケイジからは「初ねぇ」と呼ばれている。
倹約家。「FACELESS」の能力を活かし、スパイのような依頼を受け収入を得ている。「FACELESS」の文字は左の二の腕の外側にそって表れる。
過去、家族と暮らしていた頃、10人兄弟の中で初子とケイジだけが存在を忘れられることが頻繁にあり、二人だけが外面に隠された本当の表情が見えていた。この能力のために家族からも孤立し、二人だけで生きていくこととなった。今と成っては、二人にとって不都合な事態が起きても、「逃げてしまえば、誰も自分たちを覚えていられないから、誰も自分たちを見つけられない」と、刹那的な生き方をしている。
清明の本当の表情は見抜けず、本心を表情に表していると知っている。清明のやる事には全て理由があることも分かっている。
重森ケイジ（しげもり ケイジ）
「FACELESS」のひとつ。「戦闘機」「サクリファイス」のどちらかは不明。
十代後半くらいの年齢の男。ミミ無し。重森初子の弟。小説家。

## 用語解説

### スペルバトル
「本当の名前」を持つ者同士、サクリファイスと戦闘機のペア、二組間で行われる「言語（スペル）による闘争」のこと。
戦闘機が詩文に似た「スペル」を発して闘争相手への攻撃、防御、回避、状態の緩和といったアクションを起こし、サクリファイスがダメージを請け負うという役割分担がある。ダメージは「拘束」と呼ばれ、鎖や目隠し、手錠などのイメージによって現れる他、火傷や打撲などの物理的ダメージを負う場合もある。基本はサクリファイスが行動不能にまで「拘束」されたら負けである。
戦いの目的は、単純な個人同士の諍いや、何者かに命じられたゆえのものまで様々である。
- 戦闘の基本的な手順
  1. 一方が戦闘の意志があることを宣言、もう一方がそれに応える。（例：「これはスペルによる闘争であることを宣言する」「受けて立つ」）
  2. 各ペアが「本当の名前」を名乗り合い、各戦闘機が戦闘システムを展開。（口頭で宣言することで、領域内でのスペルの使用が可能になる）
  3. 戦闘開始。（戦闘中は領域内で発されたスペルが可視化、具現化し、人間以外の無機物に物理的な被害が及ぶことも）
  4. ターン制でアクションを起こし合う。
  5. 戦闘終了は、一方のサクリファイスが完全拘束など戦闘不可能な状態に陥るか、降参を申し出るか、離脱するか、など。しかし、一度始められたスペルバトルが途中で中止されることは基本的に有り得ない。
- 補足
  - スペルは通常の会話表現とは若干異なる（抽象的、単語のみ、もってまわった言い回し、命令形など）場合が多いが、名詞、動詞、形容詞、数詞など構成は問わない。領域内であれば、どんなに荒唐無稽な内容（雷を落とす、アヒルのオブジェを大量発生させるなど）であっても具現化させることが可能。どれだけイメージに沿った、説得力のある言い回しができるかが勝敗を決するとも言える。また、自身にも使用可能。
  - スペルバトルは戦闘機だけでも可能である。サクリファイスがいても命令を出さない場合は通称「自動（オート）」と呼ばれ、通常は相手ペアへの大変な侮辱にあたる。そしてサクリファイスと戦闘機のペア対戦闘機のみでのスペルバトルも行われる。
  - サクリファイスが負いきれなかったダメージは、戦闘機も共に負うことになる。（名前が違う立夏・草灯のペアはダメージが通常の数倍になるため、よく起こる。）
  - スペルバトル中で戦闘放棄したペアは、相手ペアと再戦を行う資格を無くす。
  - スペルバトル中での離脱は、追放に値する行為である。

#### サクリファイスと戦闘機
| 本当の名前 | 意味（運命であり、その人間の本質）  | サクリファイス | 戦闘機                |
| ---------- | ----------------------------------- | -------------- | --------------------- |
| LOVELESS   | 愛無き                              | 青柳立夏       | ?                     |
| BELOVED    | 愛されし者                          | 青柳清明       | 赤目二世、我妻草灯    |
| BREATHLESS | 息も出来ないほどの激しさ            | 新井ミドリ     | 明神愛                |
| SLEEPLESS  | 眠りのない夜                        | 銀華           | 金華                  |
| 0（ゼロ）  | 始まりで終わり/全てであり無でもある | 目瑶二         | 目奈津生              |
| 0          | 同上                                | 中野倭         | 坂上江夜              |
| FEARLESS   | 何も恐れない                        | 三室           | 蛍火名                |
| ENDLESS    | ?                                   | 南律           | 目早苗（故人）        |
| BLOODLESS  | 刃のない刀                          | 山本英雄       | （舞子[引退]）→百合男 |
| MOONLESS   | 月のない日は誰にも負けない          | 御門みかど     | 藤原時野              |
| FACELESS   | 顔がない                            | 重森           | 重森                  |

- サクリファイスと戦闘機の「本当の名前」は、生まれる前から「運命のように」決まっている。対で存在し、同じ名前の二人は自然と惹かれあい必ず出会う。二人で一つの存在であり、各ペアとも自分が相手にとって、掛け替えの無い存在であることに誇りを持ち、強い絆で結ばれている。（そのため、清明の後「二人目」を選んだ草灯は、他のペアから快く思われていない）
- サクリファイスと戦闘機が絆を深め合い、強く結びついた関係にあるほど、スペルバトルでの闘争能力が上がる。
- 絆の繋がったサクリファイスと戦闘機は、おのおのが相手を呼ぶと、遠く離れていたとしても呼び声が聞こえ、相手の居場所も分かる。
- 10歳前後で体に「本当の名前」が出る。「本当の名前」の同じサクリファイスと戦闘機との間には、ピアノ線のような糸が繋がっている。七声学園にいる戦闘機の場合は、先に戦闘機が存在し、準備の出来たサクリファイスを捜しだし出会うこととなる。
- 「本当の名前」の違う相手とペアを組むことは出来るが、「名前に背く」ため、半分の能力しか出せない。その上にサクリファイスが同伴していない場合でのスペルバトル、及び、サクリファイスはいても「自動」でのスペルバトルでは、戦闘機は四分の一の能力しか出せず、サクリファイス（同伴の場合）は四倍のダメージを負う。
- 「本当の名前」はペアの体の同じ場所に出る。

#### サクリファイス
- 戦闘機を所有し支配する存在。スペルバトル中、ダメージを請け負う。
- 戦況を把握し、戦闘機に的確な命令を出す。戦闘機の心理状態をケアし、戦闘能力を上手く発揮させるようにコントロールする。
- 自分とペアの戦闘機が戦闘システムを展開すれば、どこにいても気付く。

#### 戦闘機
- サクリファイスに支配され服従する存在。スペルバトルではサクリファイスの意向に沿うスペルを発動させる。
- 戦闘領域の広さには個体差がある（＝戦闘機の強さ、との見方が強い）。己の戦闘領域が、他の戦闘機の戦闘領域に接触した場合、その戦闘機の存在に気付き、相手の戦闘領域の大きさ、強さ、個体の識別が可能である。（これにより相手の姿が見えない場所から、敵の存在を確認するシーンがある）。戦闘領域の気配を消すことも可能。
- 戦闘機のレベルの高さ＝攻撃・防御の巧さは（スペルバトルという性質上）語彙やイメージの豊かさ、言葉（スペル）の選択と連係の的確さ、相手のアクションに素早く対応できる臨機応変さであることはもちろんだが、精神の安定に依るところも大きい。相手の戦闘機に動揺を与え、主導権を握ることも正当な戦略の一つである。
- ペアのサクリファイスが死んでも生き続けたり、別のサクリファイスとペアを組むことは恥とされる。
- 個体数の数え方が「○機」であったり、生まれてからの年月を「古い」「新しい」と表現するなど、人とは別物の存在であると認識されている。

### 各種用語
「本当の名前」
ごく稀に体のどこかに英単語（LOVELESSなど）が表れる人間が存在する。場所は腕や胸など特定ではない。
これは誕生してつけられる戸籍上の名前とは異なり、その人の本質を表す「本当の名前」と言われている。「本当の名前」を持つ者は必ず片割れが存在し、片方が「サクリファイス」、もう片方が「戦闘機」と呼ばれる。10歳前後（思春期）片割れ同士は本能的に対となる人間を探し求め始める。双方にはペアとなる相手を判別することが出き、見つけ出せる。同じ「本当の名前」を持つ者同士が巡り会うと、強い絆で結ばれ、お互いを掛け替えのない存在として大切にし行動を共にする。
「本当の名前」を持つ者は超能力者の類に属し、幼い頃からその能力の片鱗を示すことがある。一般大衆にはこれら一連の事項は周知されていないため、時に事件・事故を引き起こし天涯孤独となることもある。そのため名前を持つ者たちは必然的に孤立し、より共依存の関係に陥りやすい。
ななつの月
通常7名からなる組織である。現在は青柳清明を欠いて6名となっている。青柳清明の犯した罪ゆえに、他のメンバー6名の満場一致で清明の処刑が決定され、殺害が実行されようとした。そして清明の空席を埋めるために立夏を招聘しようとしている。七声学園の立ち入り禁止区域、旧校舎に本部がある。本部に戦闘機は入ってはいけない。
- 「7番」は早乙女七であり、情報収集を任務とする。清明の死亡が偽装か否かの確認、立夏との最初の接触の任務を遂行した。
- 「4番」は清明と最も近かった人物、御門みかどである。清明の死亡確認、生存していた場合は処刑実行を任務とする。

青柳清明、赤目二世、「BLOODLESS」による強襲時、「7」のマシンからデータを盗まれ、メンバーの一人である蝶間を連れ去られた。

#### 七声学園
南律校長のもと、運営されている学園。関係者以外の立ち入りを禁止しており、ななつの月のメンバーによって厳重なセキュリティが敷かれている。
所在地は神奈川県の強羅。敷地内に学校棟と隣接して渚の研究室、「7」の部屋がある。半寮制の学校であり、通常「戦闘機」はここで養成され、「サクリファイス」を待つことになる。
ゼロシリーズ
渚が遺伝子操作によって人工的に生み出した戦闘機とサクリファイス。
まがいものなので「本当の名前」はすべて「0（ゼロ）」になる。最大の特徴は、触覚以外の痛覚、冷覚、熱覚などの体性感覚が存在しないこと。そのため、戦闘時の体感的ダメージを苦痛とせず、痛みへの怖れの無い戦い方が出来る。だが、基本的な身体機能自体は普通の人間と同じであるため、無敵というわけではない。
また、同じ「本当の名前」のゼロシリーズ間では、別ペアとの戦闘機とサクリファイスの交換が可能である。最初に倭＆江夜ペアが生み出され、弱かった場合の交換用として、数年後に瑶二＆奈津生ペアが生み出された。
ウィズダム・リザレクション（WisDOM RESURRECTION）
コンピュータRPGオンラインゲーム。「7」がプログラムに関わった市販のゲームである。「7」が青柳立夏とコンタクトするために用意された特別のフロアがある。青柳清明、南律、渚もプレイヤーである。

空白（ブランク）の戦闘機
稀に生まれる、「本当の名前」を持たない戦闘機。対となるサクリファイスがいない異質な存在。「本当の名前」を持つサクリファイスの名前を体に傷跡として書くことにより、そのサクリファイスの戦闘機となり所有される。一度書かれたサクリファイスの「本当の名前」は取り消せない。所有者ではないサクリファイスとペアを組みスペルバトルを行うと、体に書かれた名前の傷口が開く。
七ツ家
青柳家を含む、スペルバトルに関した家系。

## 「いつかどこかの街角で」
「機動戦士ガンダム00劇場版 公開記念 支援LOVELESS」と銘打たれ、「コミックZERO-SUM」2010年11月号に掲載されたショートストーリー。『LOVELESS』第10巻に収録。
『劇場版 機動戦士ガンダム00 -A wakening of the Trailblazer-』の公開が始まった2010年9月18日を過ぎたある日、公園に集まった立夏、草灯、瑶二、奈津生は映画を観に行く計画を立てながら、『機動戦士ガンダム00』のキャラクターについて語り合っていた。
それぞれの好きなキャラクターへの感想を言い合う立夏達。アニメ、ドラマCDで声優の吉野裕行に演じられた瑶二は、同じく吉野裕行の演じたアレルヤ・ハプティズムが好きだと発言し、「よっちん（吉野裕行の愛称）の声が好きだ!!」と興奮して叫ぶ。
最後に立夏が刹那・F・セイエイについて語り終える。その時、立夏達のいる公園へ任務で訪れていた刹那・F・セイエイが、自分に向けられた立夏の思い入れを聞き、同行していたロックオン・ストラトスに「知らない子供に褒められた」と呟く。

## テレビアニメ

### スタッフ
- 原作 - 高河ゆん（月刊コミックゼロサム連載、一迅社刊）
- 監督 - 紅優
- シリーズ構成・脚本 - 河原ゆうじ
- キャラクターデザイン - 岩倉和憲
- 総作画監督 - 中山由美
- 小物デザイン - 橘秀樹
- 美術監督 - 小田理恵
- 美術監修 - 小林七郎
- 色彩設定 - 店橋真弓
- 撮影監督 - 大河内喜夫
- 編集 - 後藤正浩
- 音響監督 - 関優子（宮村優子）、三間雅文
- 音楽 - 笹路正徳
- プロデューサー - 小林潤香、金庭こず恵、今優子、松倉友二、ヘドウィック・シュレック
- アニメーション制作 - J.C.STAFF
- 制作 - テレビ朝日
- 製作 - ななつの月（バンダイビジュアル、ムービック、フロンティアワークス、J.C.STAFF）

### 主題歌
オープニングテーマ「月の呪縛（カース）」
作詞・作曲・コーラスアレンジ - 梶浦由記 / 編曲 - 佐々木聡作、梶原健生 / 歌 - 翁鈴佳
エンディングテーマ「みちゆき」
作詞・作曲・コーラスアレンジ - 梶浦由記 / 編曲 - 坂本昌之 / 歌 - 引田香織

### 各話リスト
| 話数  | サブタイトル | 絵コンテ   | 演出       | 作画監督              | 放送日        |
| ----- | ------------ | ---------- | ---------- | --------------------- | ------------- |
| Ep.01 | BREATHLESS   | 紅優       | 紅優       | ひのたかふみ 飯塚晴子 | 2005年 4月6日 |
| Ep.02 | MEMORYLESS   | 桜美かつし | 吉本毅     | 松川哲也 石井ゆみこ   | 4月13日       |
| Ep.03 | BONDLESS     | 三芳宏之   | 古川政美   | 中島美子              | 4月20日       |
| Ep.04 | FRIENDLESS   | 友田政晴   | 山内東生雄 | 相坂ナオキ            | 4月27日       |
| Ep.05 | SLEEPLESS    | 桜美かつし | 安藤健     | 岐神麻芽              | 5月4日        |
| Ep.06 | PAINLESS     | 鵜飼ゆうき | 鵜飼ゆうき | 杉本功                | 5月11日       |
| Ep.07 | TEARLESS     | 桜美かつし | 吉本毅     | 松川哲也              | 5月18日       |
| Ep.08 | TRUSTLESS    | 伊藤真朱   | 伊藤真朱   | 飯塚晴子              | 5月25日       |
| Ep.09 | SKINLESS     | 古川政美   | 古川政美   | 中島美子              | 6月1日        |
| Ep.10 | NAMELESS     | 小林孝嗣   | 山内東生雄 | 相坂ナオキ            | 6月8日        |
| Ep.11 | WARLESS      | 桜美かつし | 安藤健     | 浜津武広 ひのたかふみ | 6月22日       |
| Ep.12 | ENDLESS      | 鵜飼ゆうき | 鵜飼ゆうき | 岩倉和憲 中山由美     | 6月29日       |

### 放送局
| 放送地域   | 放送局     | 放送期間               | 放送日時           | 放送系列       | 備考             |
| ---------- | ---------- | ---------------------- | ------------------ | -------------- | ---------------- |
| 関東広域圏 | テレビ朝日 | 2005年4月6日 - 6月29日 | 水曜 26:40 - 27:10 | テレビ朝日系列 | 制作局           |
| 近畿広域圏 | ABC        | 2005年4月12日 - 7月5日 | 火曜 26:54 - 27:24 | テレビ朝日系列 |                  |
| 中京広域圏 | メ〜テレ   | 2005年4月13日 - 7月6日 | 水曜 27:08 - 27:38 | テレビ朝日系列 |                  |
| 日本全域   | AT-X       | 2005年5月4日 - 7月20日 | 水曜 9:30 - 10:00  | CS放送         | リピート放送あり |

| テレビ朝日 水曜26:40 - 27:10枠        | テレビ朝日 水曜26:40 - 27:10枠 | テレビ朝日 水曜26:40 - 27:10枠 |
| 前番組                                | 番組名                         | 次番組                         |
| ------------------------------------- | ------------------------------ | ------------------------------ |
| Xenosaga THE ANIMATION ※26:42 - 27:12 | LOVELESS                       | タイドライン・ブルー           |

## モバイルドラマ
テレビアニメーション『LOVELESS』のケータイサイトでは、モバイルドラマが提供された。商標・提供はスペースアウト。サイトでは待ち受け、着信ボイスなども提供した。
モバイルドラマ
- 第1話 - 2005年9月22日/11月1日配信
- 第2話 - 2005年10月20日/12月1日配信
- 第3話 - 2005年11月24日/2006年1月19日配信
- 第4話 - 2005年12月28日/2006年2月15日配信
- 第5話 - 2006年1月26日/2006年3月1日配信

テレビシリーズ構成の河原ゆうじによる書き下ろしシナリオ、J.C.STAFFの作画にて展開するモバイルドラマは本編の主人公青柳立夏に代わり、我妻草灯目線で展開する。全5話（完結）の課金制のダウンロード・アドベンチャーゲーム。

## CD
ボーカルアルバム
2006年9月8日発売 フロンティアワークス
1. 愛しい人よ
作詞：吉田美奈子 / 作曲：先海伊織 / 編曲：すみださとし / 歌：小西克幸 / コーラスアレンジ：浜野和子
2. 太陽とともに
作詞・作曲：廣田由佳 / 編曲：松浦晃久 / 歌：皆川純子
3. 走れ 思うまま
作詞：かの香織 / 作曲：依田和夫 / 編曲：Picasso / 歌：吉野裕行、斎賀みつき / コーラスアレンジ：浜野和子
4. Growing up
作詞：影山ヒロノブ / 作曲：割田康彦 / 編曲：EBBY / 歌：福山潤 / コーラスアレンジ：浜野和子
5. ENTRUST
作詞：小笠原ちあき / 作曲：コーニッシュ / 編曲：佐々木聡作 / 歌：皆川純子、小西克幸 / コーラスアレンジ：浜野和子
6. 愛しい人よ -Instrumental-
7. 太陽とともに -Instrumental-
8. 走れ 思うまま -Instrumental-
9. Growing up -Instrumental-
10. ENTRUST -Instrumental-
11. Pursuit（Comical） -未発表BGM-
12. Jealousy -未発表BGM-
13. YUIKO -未発表BGM-
14. Moody -未発表BGM-
15. SEIMEI-Hope -未発表BGM-

TVアニメーションLOVELESSドラマCD
BRAINLESS
- 青柳立夏：皆川純子
- 我妻草灯：小西克幸
- 羽渡唯子：植田佳奈
- 東雲瞳：能登麻美子
- 勝子先生：篠原恵美
- 弥生：福山潤
- 海堂貴緒：武内健
- 律先生：子安武人
- ミドリ：高城元気
- 愛：小清水亜美
- 女子アナ：新井里美
- UFO研究家：鈴木達央
- 店のおじさん：うえだゆうじ

FACELESS
ゲスト登場人物
- 渚先生：小林沙苗
- 黒谷冬樹：神谷浩史
- 黒谷紅葉：浅野真澄
- 女生徒A：仲西環
- 女生徒B：新井里美
- 男子生徒A：鈴木達央
- 男子生徒B：古島清孝
- 教師：最上嗣生

SOULLESS
ゲスト登場人物
- 瑤二：吉野裕行
- 奈津生：斎賀みつき
- 教授：長島雄一
- 宿の主人：うえだゆうじ
- 社長：千葉一伸
- スカウト：新井里美
- 女子大生：寺田はるひ

VOICELESS
ゲスト登場人物
- 青柳清明：成田剣
- 瑤二：吉野裕行
- 奈津生：斎賀みつき
- ミドリ：高城元気
- 愛：小清水亜美
- 白石雪乃：ゆかな
- 波風間陽光：近藤隆

TVアニメーションLOVELESSキャラクタードラマCD
NANKURULESS（立夏・草灯篇）
ゲスト登場人物
- 店の奥さん：愛河里花子
- お爺：新垣樽助
- 店のお兄さん：古島清孝
- キャビン・アテンダント：森夏姫
- キャビン・アテンダント：小野涼子

SUGARLESS（立夏・ユイコ・弥生篇）
MERCILESS（瑤二・奈津生篇）
ゲスト登場人物
- 瑤二：吉野裕行
- 奈津生：斎賀みつき
- 子犬：山崎みちる

JOBLESS（江夜・倭篇）
ゲスト登場人物
- 青柳清明：成田剣
- 渚先生：小林沙苗
- 江夜：釘宮理恵
- 倭：かかずゆみ
- 西凛太朗

HEARTLESS（草灯・律先生篇）
ゲスト登場人物
- 謎の女：呉林卓美
- パソコン音声：森夏姫

TVアニメーションLOVELESS新作ドラマCD
- 脚本：河原ゆうじ
- ディレクター：関優子、中嶋聡彦
- 音楽：笹路正徳
- プロデューサー：今優子、田中千陽

HAIRLESS
ゲスト登場人物
- 青柳清明：成田剣
- 渚先生：小林沙苗
- 瑶二：吉野裕行
- 奈津生：斎賀みつき
- ミドリ：高城元気
- 愛：小清水亜美
- サム飯田：小山力也
- 邪霊：中田譲治

ACTLESS
ゲスト登場人物
- 青柳清明：成田剣
- 渚先生：小林沙苗
- 瑶二：吉野裕行
- 奈津生：斎賀みつき
- ミドリ：高城元気
- 愛：小清水亜美

コミックゼロサムCDコレクション（一般流通版）
Vol.1 コミックス第1巻（第1話 - 第3話）
ゲスト登場人物
- 青柳清明：成田剣
- 青柳美咲：山崎和佳奈
- ミドリ：高城元気
- 愛：小清水亜美
- 教師：茂木優
- 教師：古島清孝
- 教師：鈴木達央
- 教師：陰山真寿美
- 教師：寺田はるひ
- 生徒：谷井あすか
- 生徒：高橋まゆこ

Vol.2 コミックス第1巻（第4話）、コラブレス「- IN THE SUMMER -」
ゲスト登場人物
- 青柳清明：成田剣
- 青柳美咲：山崎和佳奈

Vol.3 「絶対玩具支配者編」第1話 - 第3話
ゲスト登場人物
- 青柳美咲：山崎和佳奈
- ミドリ：高城元気
- 愛：小清水亜美

Vol.4 「絶対玩具支配者編」第4話 - 第8話
ゲスト登場人物
- 瑶二：吉野裕行
- 奈津生：斎賀みつき
- 酒井香奈子
- 寺田はるひ
- 森夏姫
- 宮下栄治

Vol.5 「絶対玩具支配者編」第9話 - 第11話、「オサムという名の女」（コミックス第4巻）
ゲスト登場人物
- 青柳清明：成田剣
- 青柳美咲：山崎和佳奈
- 7：久川綾
- 瑶二：吉野裕行
- 奈津生：斎賀みつき
- オサム：桑島法子

## 書籍情報

### 単行本
高河ゆん『LOVELESS』〈一迅社・ZERO-SUM COMICS〉既刊13巻（2017年7月時点）
初回限定版および特装版は同時発売。
1. 2002年7月25日発売、ISBN 4-7580-5002-3 / ISBN 4-7580-5003-1（限定版）
2. 2002年12月26日発売、ISBN 4-7580-5011-2 / ISBN 4-7580-5010-4（限定版）
3. 2003年6月25日発売、ISBN 4-7580-5034-1 / ISBN 4-7580-5035-X（限定版）
4. 2004年6月25日発売、ISBN 4-7580-5077-5 / ISBN 4-7580-5078-3（限定版）
5. 2005年2月25日発売、ISBN 4-7580-5120-8 / ISBN 4-7580-5121-6（限定版）
6. 2005年12月24日発売、ISBN 4-7580-5198-4 / ISBN 4-7580-5199-2（限定版）
7. 2006年11月25日発売、ISBN 4-7580-5254-9 / ISBN 4-7580-5255-7（限定版）
8. 2008年2月25日発売、ISBN 978-4-758-05329-7 / ISBN 978-4-758-05330-3（限定版）
9. 2009年11月25日発売、ISBN 978-4-758-05457-7 / ISBN 978-4-758-05458-4（限定版）
10. 2011年5月25日発売、ISBN 978-4-758-05599-4 / ISBN 978-4-758-05600-7（限定版）
11. 2012年7月25日発売、ISBN 978-4-758-05726-4 / ISBN 978-4-758-05727-1（限定版）
12. 2013年12月25日発売、ISBN 978-4-758-05870-4 / ISBN 978-4-758-05871-1（限定版）
13. 2017年7月25日発売、ISBN 978-4-758-03204-9 / ISBN 978-4-758-03205-6（特装版）

［Français］Yun Kouga『Loveless』〈Soleil Productions〉既刊10巻
1. （24 janvier 2007） ISBN 978-2-849-46684-1
2. （28 mars 2007） ISBN 978-2-849-46722-0
3. （30 mai 2007） ISBN 978-2-849-46824-1
4. （14 août 2007） ISBN 978-2-849-46846-3
5. （28 novembre 2007） ISBN 978-2-302-00020-9
6. （27 février 2008） ISBN 978-2-302-00085-8
7. （14 janvier 2009） ISBN 978-2-302-00238-8
8. （8 juillet 2009） ISBN 978-2-302-00397-2
9. （21 juillet 2010） ISBN 978-2-302-01165-6
10. （4 juillet 2012） ISBN 978-2-302-02326-0

［Deutsch］Yun Kouga『Loveless』〈Egmont Manga & Anime〉既刊10巻
1. （September 2006） ISBN 978-3-770-46537-8
2. （November 2006） ISBN 978-3-770-46538-5
3. （22. Januar 2007） ISBN 978-3-770-46624-5
4. （März 2007） ISBN 978-3-770-46625-2
5. （15. Mai 2007） ISBN 978-3-770-46746-4
6. （15. Juli 2007） ISBN 978-3-770-46747-1
7. （15. Oktober 2007） ISBN 978-3-770-46823-2
8. （15. Januar 2008） ISBN 978-3-770-46824-9
9. （15. April 2010） ISBN 978-3-770-47145-4
10. （8. März 2012） ISBN 978-3-770-47664-0

［Italiano］Yun Kouga『Loveless』〈エディツィオニBD〉既刊9巻
1. （4 maggio 2011） ISBN 978-8-861-23983-8
2. （26 maggio 2011） ISBN 978-8-866-34027-0
3. （30 giugno 2011） ISBN 978-8-866-34028-7
4. （7 settembre 2011） ISBN 978-8-866-34105-5
5. （17 novembre 2011） ISBN 978-8-866-34146-8
6. （22 dicembre 2011） ISBN 978-8-866-34185-7
7. （7 febbraio 2012） ISBN 978-8-866-34240-3
8. （19 aprile 2012） ISBN 978-8-866-34240-3
9. （13 luglio 2012） ISBN 978-8-866-34302-8

［English］Yun Kouga『Loveless』〈TOKYOPOP〉〈VIZ Media〉既刊9巻
1. （February 7, 2006） ISBN 978-1-598-16221-9
2. （June 13, 2006） ISBN 978-1-598-16222-6
3. （October 10, 2006） ISBN 978-1-598-16223-3
4. （February 6, 2007） ISBN 978-1-598-16224-0
5. （May 8, 2007） ISBN 978-1-598-16225-7
6. （August 14, 2007） ISBN 978-1-598-16864-8
7. （November 13, 2007） ISBN 978-1-427-80457-0
8. （September 16, 2008） ISBN 978-1-427-81302-2
9. （September 11, 2012） ISBN 978-1-421-54324-6（VIZ Media）
10. （January 8, 2013） ISBN 978-1-4215-4324-6

### 初回限定版小冊子
寄稿者
- 杉野庸介（1 - 8巻、10巻、11巻）
- 峰倉かずや（1巻、11巻）
- なるしまゆり（1巻、11巻）
- 高遠るい（6巻）
- 三輪士郎（6巻）
- 羽音たらく（9巻）
- 千葉道徳（9巻）
- UPOCO（9巻）
- おがきちか（11巻）
- 片桐いくみ（11巻）
- 高山しのぶ（11巻）
- 御巫桃也（11巻）

コスプレイラスト
（6巻）
- 『CYNTHIA_THE_MISSION』
  - 青柳立夏→シンシア・ロウ

- 『DOGS/BULLETS&CARNAGE』
  - 我妻草灯→バドー・ネイルズ

- 『BLOOD+』
  - 青柳立夏→音無小夜
  - 我妻草灯→ハジ…声優（小西克幸）が同じ

（8巻）『機動戦士ガンダム00』
- 青柳立夏→ネーナ・トリニティ
- 我妻草灯→ヨハン・トリニティ…声優（小西克幸）が同じ
- 瑶二→アレルヤ・ハプティズム…声優（吉野裕行）が同じ

（9巻）『機動戦士ガンダム00』
- 青柳立夏→ミレイナ・ヴァスティ

### 未収録漫画
- コゼロサム Vol.1（一迅社）2002年12月28日発行
  - 「コラブレス」
- コゼロサム Vol.2（一迅社）2003年8月15日発行
  - 「コラブレス」4コマ
- コゼロサム Vol.3（一迅社）
  - 「もしも○○が○○だったら」セルフパロディ
- コゼロサム Vol.4（一迅社）
  - 「夏の思い出」セルフパロディ
- コゼロサム Vol.5（一迅社）2005年12月29日発行
  - 「はじめての○○」セルフパロディ
- コゼロサム Vol.8（一迅社）2008年12月28日発行
- コミックス第3巻あとがき漫画

### 小説
夏居あや、小説『LOVELESS』〈一迅社・一迅社文庫アイリス〉
- 泡沫の絆　2008年7月19日発売、ISBN 978-4-758-04014-3
- ふたつの雪花　2009年4月20日発売、ISBN 978-4-758-04065-5

### 画集
YOUR EYES ONLY
『LOVELESS』5巻までに発表されたイラストも収録されている。
- 一迅社、2005年7月9日発売。ISBN 978-4-758-03005-2

## 関連商品
- LOVELESS原作版 トレーディングカード RED BOX
  - ムービック 2006年9月20日発売
- LOVELESS原作版 トレーディングカード BLUE BOX
  - ムービック 2006年9月20日発売
- LOVELESS MIND MAP （TVアニメーション設定資料集）
  - 2005年7月25日発売 一迅社 ISBN 978-4-758-05167-5
- TVアニメーション 主題歌 「月の呪縛（カース）」「みちゆき」 （マキシシングル）
  - 2005年5月25日発売 フロンティアワークス
- TVアニメーション サウンドトラック
  - 2005年6月24日発売 フロンティアワークス
- TVアニメーション ボーカルアルバム
  - 2006年9月8日発売 フロンティアワークス
- ドラマCD
  - TVアニメーション ドラマCD
    1. BRAINLESS（2005年5月25日発売）
    2. FACELESS（2005年7月22日発売）
    3. SOULLESS（2005年8月24日発売）
    4. VOICELESS（2005年9月22日発売）

  - TVアニメーション キャラクタードラマCD
    1. NANKURULESS（立夏・草灯 篇）2006年5月25日発売
    2. SUGARLESS（立夏・ユイコ・弥生 篇）2006年6月23日発売
    3. MERCILESS（瑤二・奈津生 篇）2006年7月21日発売
    4. JOBLESS（江夜・倭 篇）2006年8月25日発売
    5. HEARTLESS（草灯・律先生 篇）2006年9月22日発売

  - TVアニメーション 新作ドラマCD
    1. HAIRLESS（2008年4月23日発売）
    2. ACTLESS（2008年5月23日発売）

  - コミックゼロサムCDコレクション ドラマCD （一般流通版）
    1. 2007年10月24日発売
    2. 2007年10月24日発売
    3. 2007年11月21日発売
    4. 2007年11月21日発売
    5. 2007年12月21日発売
- TVアニメーションDVD 全6巻
  - 各2話収録 映像特典 新作あとがきアニメ「おはよう!ラブレスくん」各巻収録
  - 収録時間50分 発売・販売元バンダイビジュアル
    1. 2005年7月22日発売
    2. 2005年8月26日発売
    3. 2005年9月23日発売
    4. 2005年10月28日発売
    5. 2005年11月25日発売
    6. 2005年12月23日発売

  - ［English］
    1. （February 14, 2006）Loveless - Lost and Found
    2. （March 28, 2006）Loveless - Soul of Chains
    3. （April 25, 2006）Loveless - Hope on the Run

  - ［Deutsch］
    1. （26. Oktober 2007）
    2. （21. Dezember 2007）
    3. （28. März 2008）
- TVアニメーションDVD-BOX 初回限定生産
  - 2008年6月25日発売 収録時間300分 発売・販売元バンダイビジュアル
  - ［English］
    - （April 24, 2007）Loveless
    - （October 20, 2009）Loveless Complete Slimpack
    - （April 26, 2011）Loveless: Vocal Collection